# Federazione Italiana Rugby
La Federación Italiana de Rugby, conocida más comúnmente con el acrónimo FIR, es el órgano de gobierno del rugby (en lo que se refiere al Rugby 15 y el Rugby 7) en Italia.
Fundada en 1928, desde el año siguiente ya ha organizado el campeonato nacional de rugby.
Afiliada a la World Rugby desde 1987, es una de las federaciones más importantes del mundo al formar parte del Seis Naciones y haber participado en todas las ediciones de la Copa Mundial de Rugby.
Actualmente, bajo la jurisdicción de la FIR se encuentran la Selección masculina, la Selección femenina y la Selección de Rugby 7, tanto masculina como femenina; junto a éstas también las diversas subcategorías (Selección A, juveniles, M-18, etc.).

## Historia

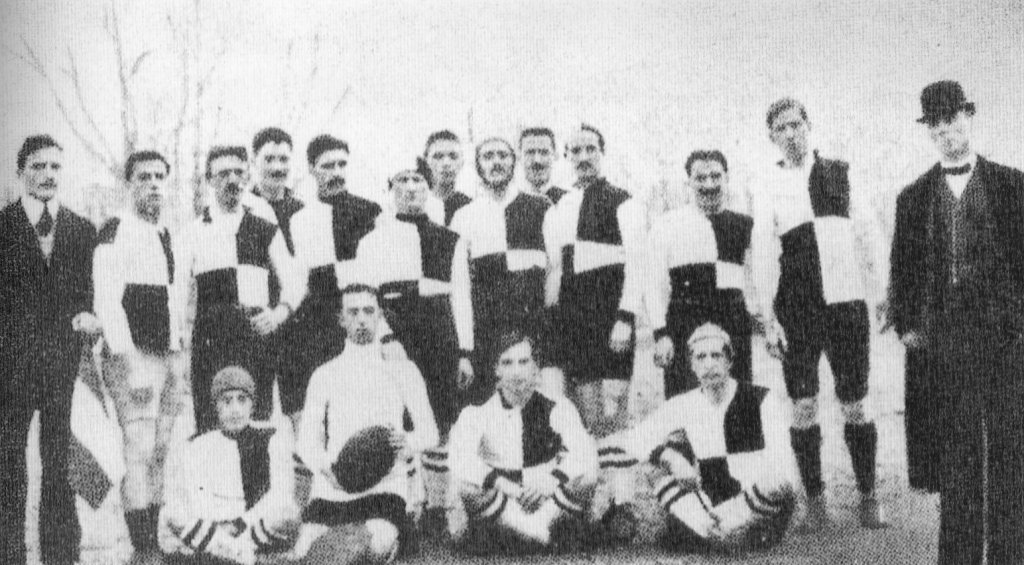
El U.S. Milanese, primer equipo italiano de rugby. De pie, a la izquierda, está Stefano Bellandi

A principios del siglo XX entra en Italia, de mano del apasionado del deporte Stefano Bellandi, un deporte originario de las islas británicas, el rugby. El primer partido en suelo italiano se disputó en 1910, y un año después se creó el primer equipo italiano, el U.S. Milanese. Pero estos comienzos se verían frenados a partir de 1912, en buena parte gracias a la Gran Guerra.
Se volvió a jugar en 1927, fecha en la que, por iniciativa de Bellandi, La Gazzetta dello Sport escribe la siguiente noticia: «Se ha creado en Milán un Comisionado Nacional de Propaganda del Juego del Balón Oval (rugby) dependiente directamente del CONI […] El comisionado anuncia, que por ahora el único centro de instrucción y propaganda es el Sport Club Italia […] Para más información ponerse en contacto con el Sr. Bellandi, via Filodrammatici 2, Milán».
Durante este año 1927 se jugarían los primeros partidos bajo el reconocimiento del Comité Olímpico, todos ellos contra combinados franceses en distintas ciudades (Bolonia, Milán, Turín y Brescia). Incluso una selección milanesa disputó un partido en el Parque de los Príncipes de París.

### El nacimiento de la Federación
El 28 de septiembre de 1928 se constituyó la Federazione Italiana Rugby (FIR) con Piero Mariani como primer presidente, tras la aprobación por parte del comité olímpico italiano. La primera sede se fijaría en la vía Frattina 89, cerca de la Piazza di Spagna.
El primer campeonato nacional fue organizado al año siguiente, disputándolo seis de los dieciséis equipos ya formados en Italia, y proclamándose campeón la Ambrosiana de Milán. En este mismo año 1929 se organiza el primer partido de la Selección nacional, disputándose el 20 de mayo en Barcelona contra la Selección española, siendo también el primer partido de esta. El resultado fue un escaso 9-0 para los españoles.
Pero el 19 de octubre del mismo 1929, el Comité Olímpico Nacional Italiano (CONI) decide la disolución de la FIR, adquiriendo ellos mismos la gestión de las actividades deportivas. Al respecto hubo dos teorías, que no tienen por qué ser excluyentes: una fue que algunos jugadores de la Lazio presionaron al entonces presidente Vaccaro para la desaparición de la FIR; la otra sostuvo que el régimen fascista, contrario a todo aquello de origen anglosajón, impidiese la entrada del rugby, proveniente de Inglaterra.
Pero la práctica del rugby continuó, y el CONI confió las competencias sobre el rugby a la Federcalcio, pero el 10 de octubre de 1930 se vuelve a crear la FIR con el nombre de Federazione Italiana della Palla Ovale.

### Inicio de la actividad internacional
La Federazione italiana, al igual que otras federaciones continentales, se mantendría fuera de la International Rugby Board, pero se convertiría, junto con la Federación Francesa, en cabecilla para la creación de un organismo alternativo, la Federación Internacional de Rugby Amateur (FIRA), el 4 de septiembre de 1933. Junto a ellos también se encontraban las federaciones Alemana, Española, Checoslovaca y Rumana.
Una de las primeras acciones de la nueva federación internacional fue la creación del Torneo FIRA (que posteriormente pasaría a llamarse Copa de las Naciones, Trofeo FIRA y actualmente European Nations Cup), que se disputaría hasta la llegada de la Guerra Mundial entre los países integrantes de la FIRA. Italia participó en este Trofeo desde el año de su creación, 1936 hasta 1997, año en el que se incorpora al Seis Naciones.

### Después de la guerra
Al finalizar la guerra, se recupera el nombre original de Federazione Italiana Rugby y en los siguientes años el rugby italiano estuvo siempre en las distintas ediciones de la Copa de las Naciones organizadas por la FIRA, enfrentándose a los equipos de la Europa continental y las selecciones inferiores de Francia.
Durante un cuarto de siglo no se disputaron partidos contra combinados de otras partes del mundo (incluidos los equipos de la IRB), hasta que se decide la realización de giras para progresar el nivel del rugby italiano enfrentándose a nuevos equipos de mayor nivel.
Así, en 1970 fue en Madagascar, luego la crucial gira en Sudáfrica y Zimbabue de 1973 y posteriormente en Inglaterra y Escocia en 1974. Durante algo más de una década, la Selección Italiana repitió varias giras por distintos países, compaginándolo con la competición europea.

### Inclusión en la IRB y las Copas del Mundo
Cuando en 1984 la IRB decide la creación del Mundial, la FIR inicia los trámites, junto con todos los equipos de la FIRA, para adherirse al máximo organismo mundial. La admisión al selecto grupo formado por aquel entonces por las federaciones británicas, Irlanda y las grandes potencias del hemisferio sur (Australia, Sudáfrica y Nueva Zelanda) llegaría en 1987, el mismo año en el que se celebró el primer Mundial.
A este primer torneo, la Selección Italiana fue como invitada, pero en los posteriores ha conseguido participar gracias a clasificarse previamente.
Durante toda esta época en la que la FIR entra a formar parte de la élite del rugby mundial, el presidente fue uno de los históricos del rugby italiano: Maurizio Mondelli.

### El mandato de Giancarlo Dondi
En 1994 Dondi toma el mando de la Selección nacional como mánager, para posteriormente convertirse en presidente de la FIR en 1996. Ésta es la época de mayor desarrollo del rugby italiano (fase que todavía continúa...): en 1994, ya bajo la dirección de Georges Coste, derrota por la mínima (23-20) en Brisbane contra Australia, posteriormente en 1995 primera victoria en un Test Match contra un equipo del Cinco Naciones, Irlanda; y, en marzo de 1997, en la final del Trofeo FIRA de Grenoble, derrota por primera vez en partido oficial a Francia, logrando por primera y única vez el título de Campeones de Europa (en la última edición en la que participaron Italia y Francia).
Con esta victoria los ojos del rugby mundial se posaron sobre Italia, lo que permitió que menos de un año después (el 16 de enero de 1998) el presidente de la FIR, Giancarlo Dondi, reciba la invitación para participar, a partir de la edición de 2000, en el nuevo Torneo de las Seis Naciones, en el que se enfrentaría a las cinco potencias del rugby europeo: Escocia, Francia, Gales, Inglaterra e Irlanda.
Y el debut en la competición no pudo ser más esperanzador, con la victoria en el Flaminio de Roma contra la selección escocesa por 34-20. Durante las ediciones sucesivas, el nivel del equipo italiano ha sido bastante irregular, combinando grandes victorias (como en la última edición de 2011 al ganar en la 4.ª jornada a Francia en Roma (22-21), o la victoria en Murrayfield en la edición de 2007 por 17-37 ante Escocia) con varios torneos (en total 4: 2001, 2002, 2005 y 2009) cosechando la cuchara de madera.
A nivel nacional, la FIR en los últimos años ha reestructurado el Campeonato Italiano, convirtiendo la histórica Serie A en una competición profesional, el Super 10, que hasta el año pasado decidía al Campeón de Italia y a los equipos que representaban a Italia en las competiciones europeas: 2 equipos en la máxima categoría, la Heineken Cup, y cuatro en la European Challenge Cup. Esto ha cambiado desde la temporada 2010-2011 tras la "progresión" de dos clubes italianos: la Benetton Treviso y el Aironi, que disputan la Magners League y acceden directamente a la Heineken Cup.
Desde el 1 de mayo de 2008 el presidente de la FIR, Giancarlo Dondi, se convierte en el primer italiano miembro del comité ejecutivo de la IRB.
Además, el 29 de mayo de 2010 ha sido elegida en el Consejo Federal de la FIR a la primera mujer, la jugadora del equipo Romano del Red&Blu Roma Sara Pettinelli, sucediendo a Carlo Checchinato.

## Organigrama
Organigrama del Consejo Federal a fecha de marzo de 2011.
- Presidente:
Giancarlo Dondi
- Consejeros federales elegidos por los socios:
Antonino Saccà (vicepresidente vicario), Zeno Zanandrea (vicepresidente), Cesare Barzoni (vicepresidente), Enore Bagatin, Pierluigi Bernabò, Roberto Besio, Alfredo Gavazzi, Antonio Luisi, Cesare Maia, Michele Manzo, Enzo Paolini, Daniele Reverberi, Andrea Rinaldo, Luigi Torretti.
- Consejeros federales elegidos por los jugadores:
Oracio Aranzio, Francesco Mazzariol, Sara Pettinelli, Paolo Vaccari.
- Consejeros federales elegidos por los técnicos:
Fabrizio Gaetaniello, Moreno Trevisiol
- Secretario general:
Michele Signorini